# Kamienice Huty Bankowej w Dąbrowie Górniczej

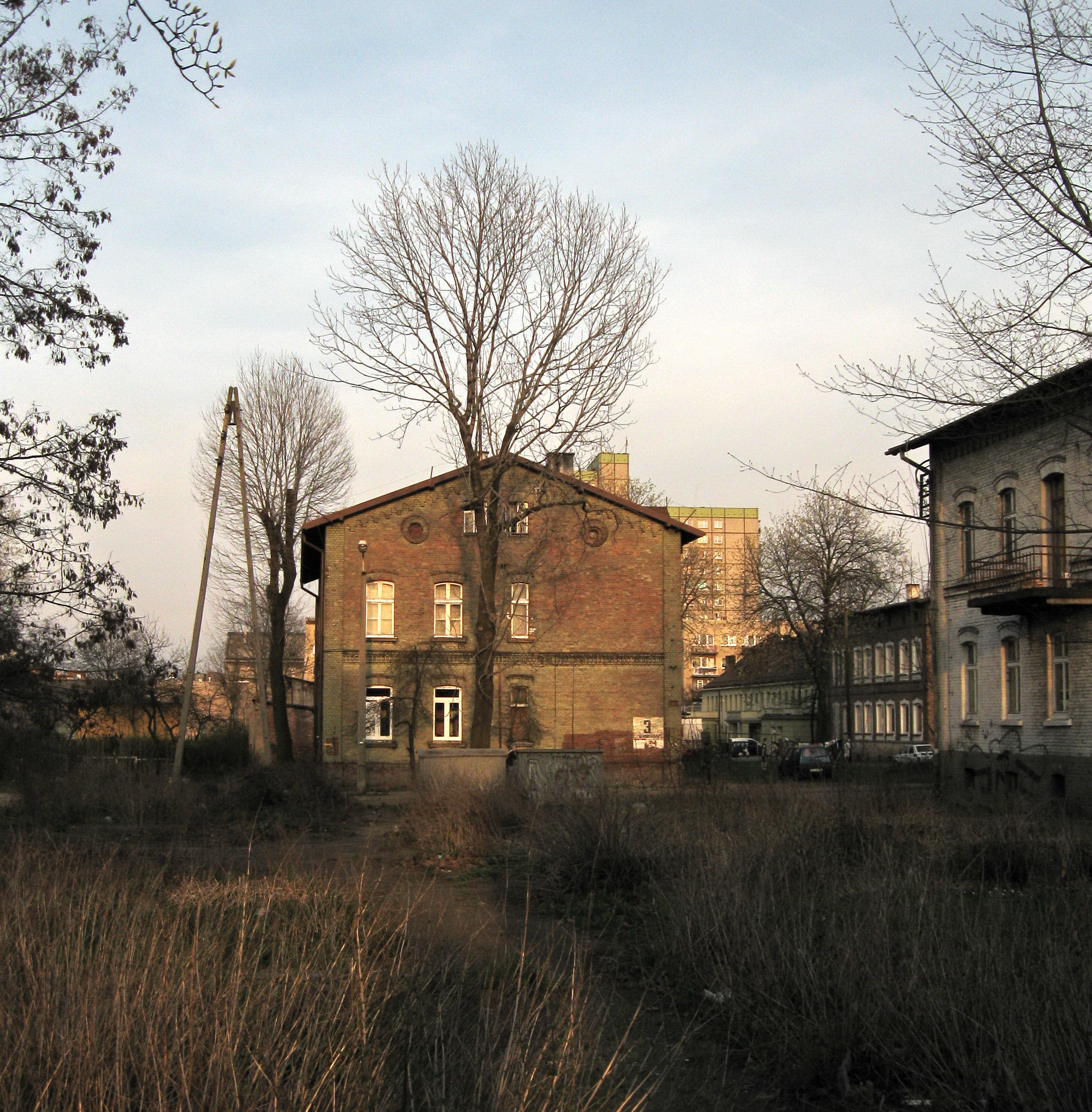
Kamienica na ul. Żeromskiego

Kamienice Huty Bankowej – kamienice znajdujące się w dwóch koloniach Dąbrowie Górniczej.
- Kolonia Bankowa została założona w 1918 roku z liczbą dziesięciu budynków. Wówczas znajdowały się w nich 272 mieszkania[1]. Budynki te posiadały jedno lub dwa piętra. Unowocześniono je w 1945 roku, instalując toalety. Obecnie część z nich nadal jest wykorzystywana w celach mieszkalnych. Obok budynków znajduje się pamiątkowa kapliczka, którą wykonano w 1890 roku.
- Kolonia Zielona posiadała pięć budynków, w których znajdowało się 36 mieszkań.

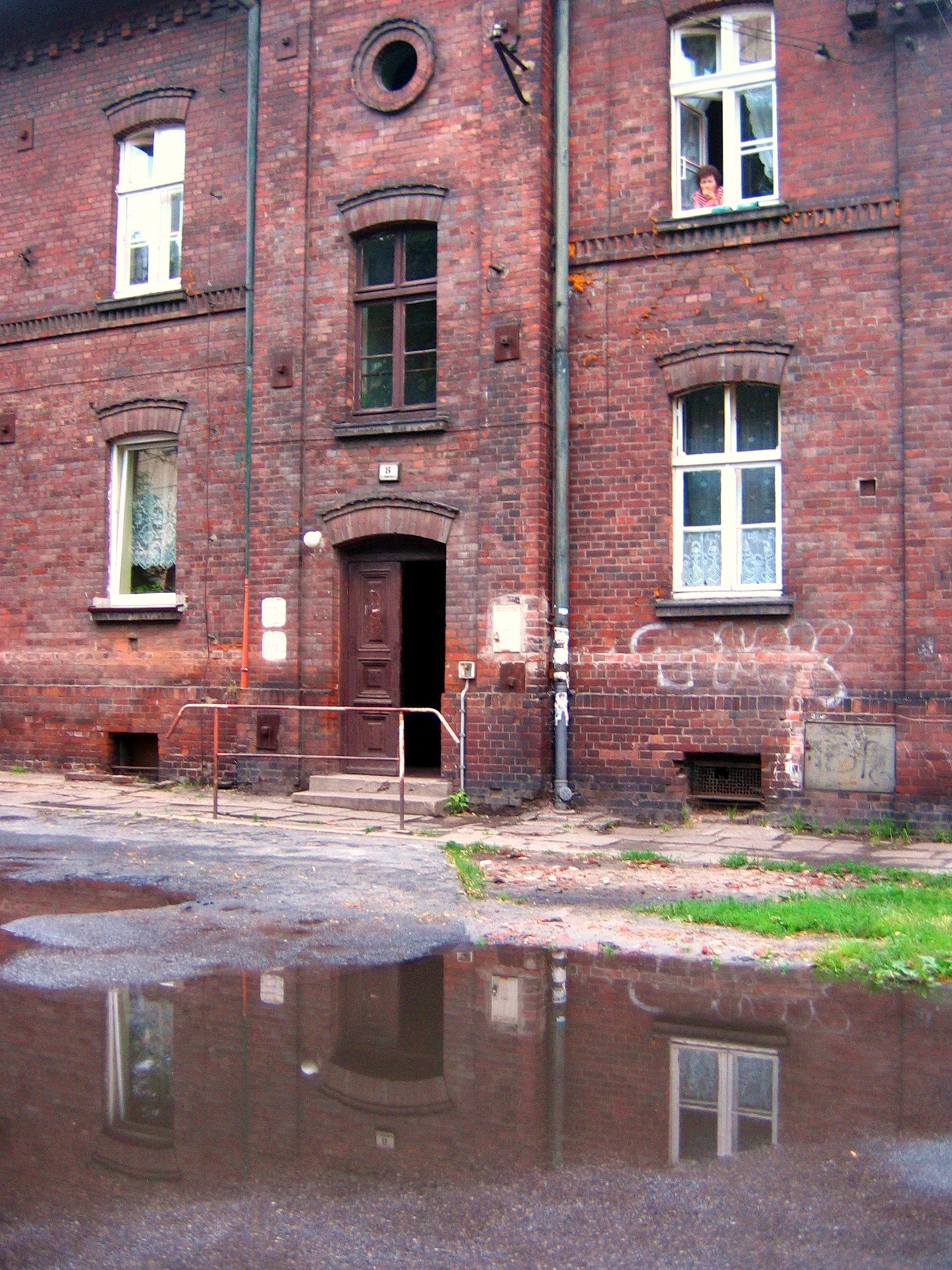
Kamienica na ul. Żeromskiego
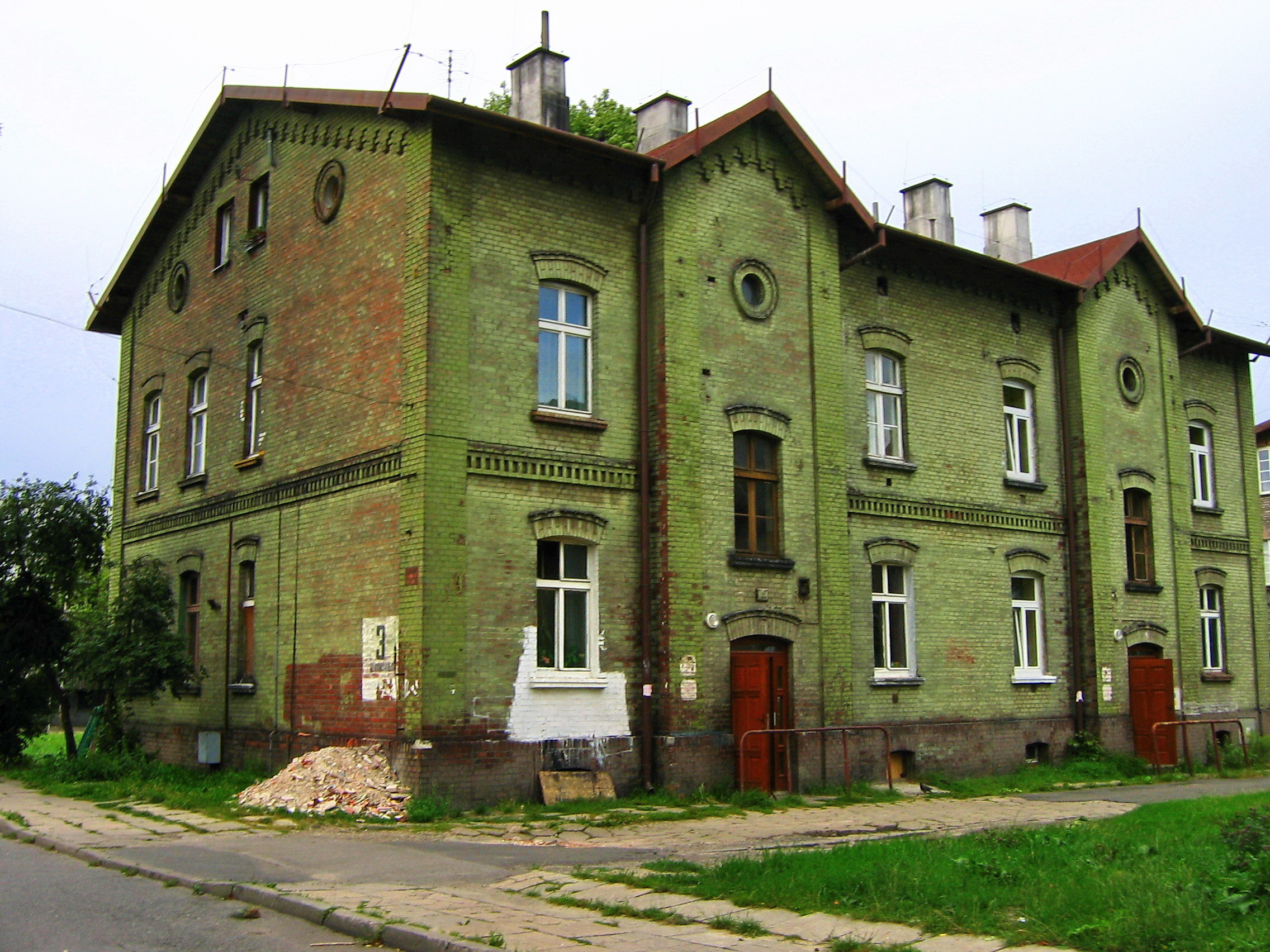
ul. Żeromskiego
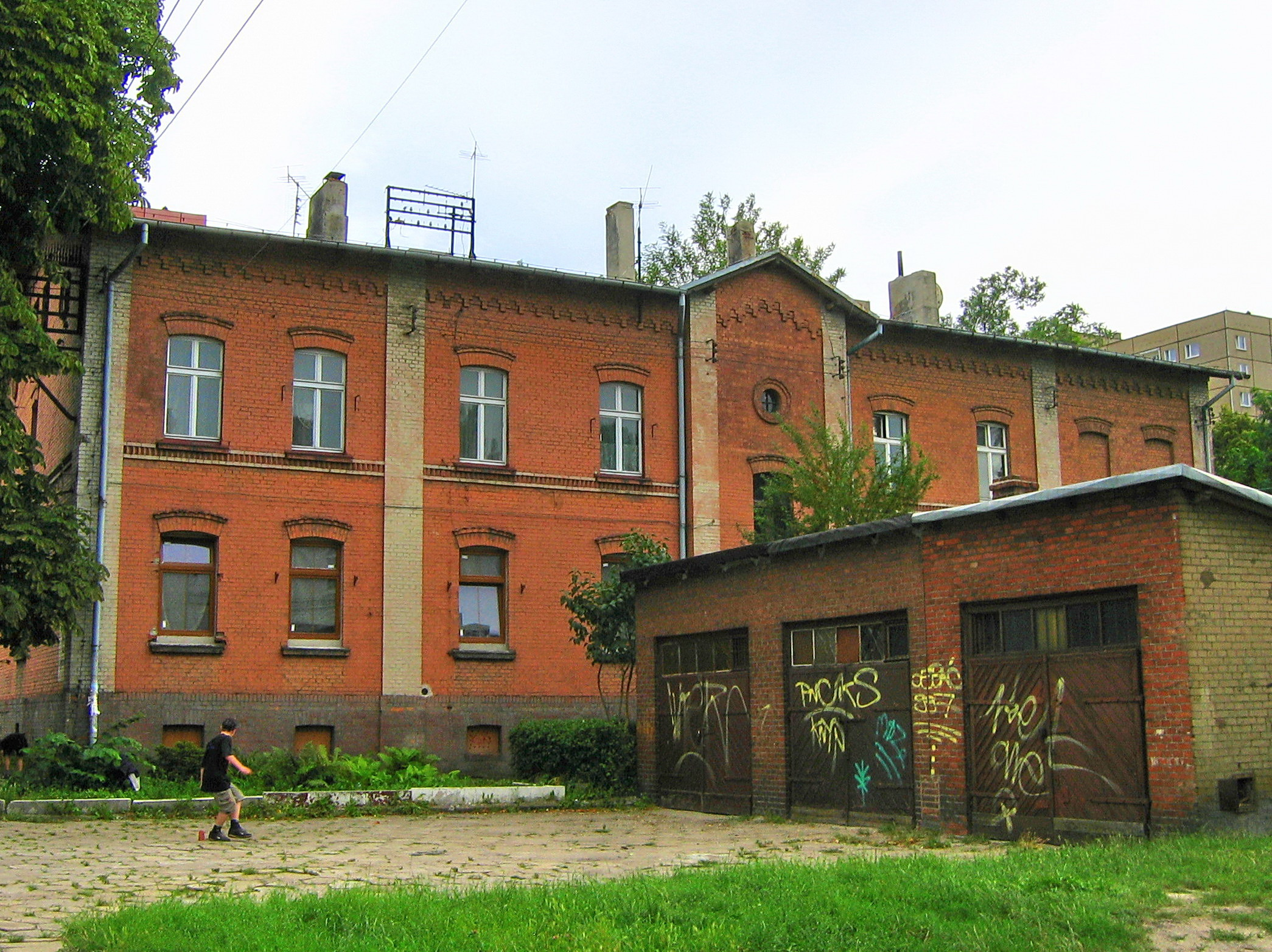
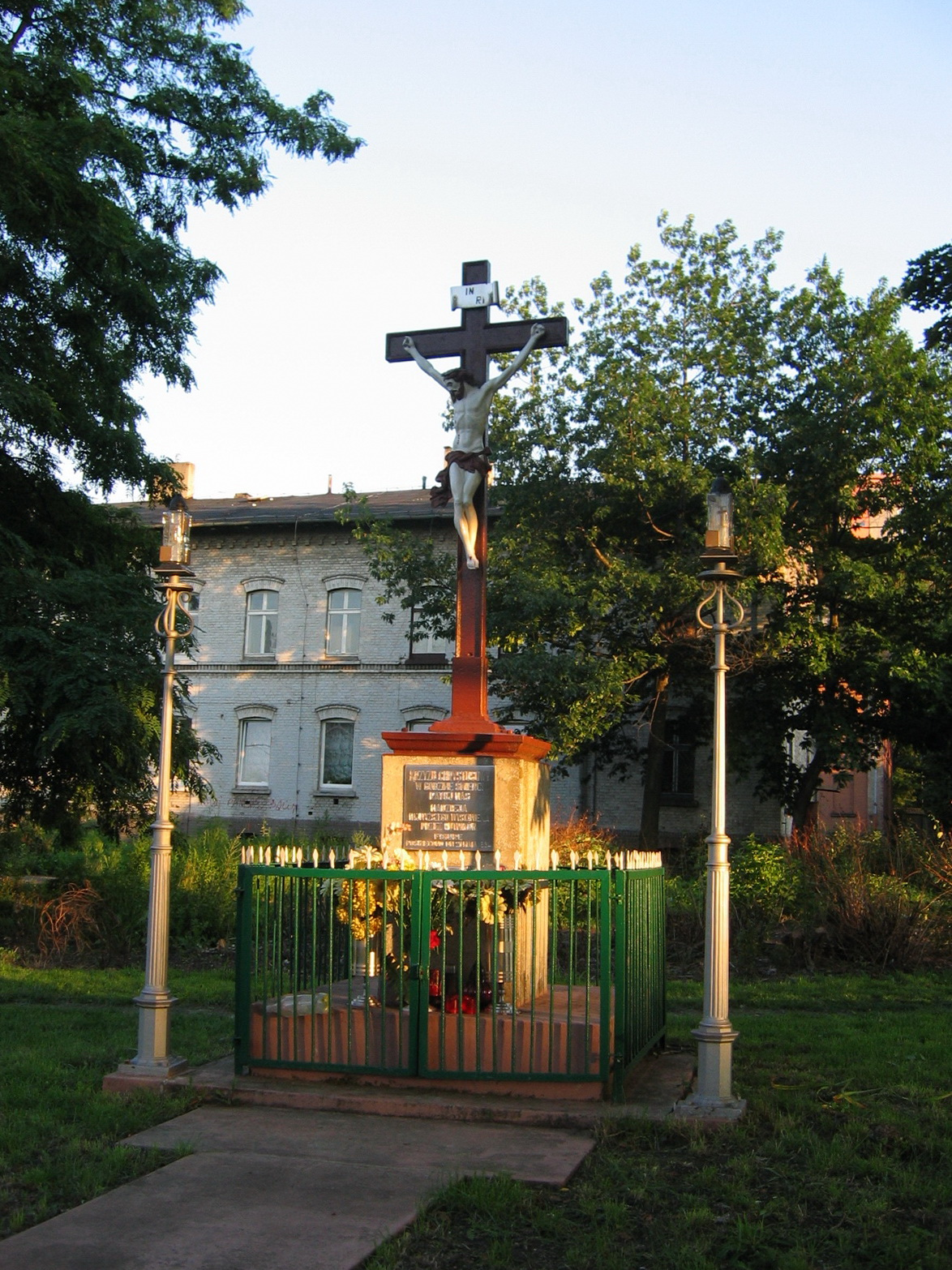
Kapliczka z 1890 roku